# Pałac Oppersdorfów w Ołdrzychowicach Kłodzkich
Pałac Oppersdorfów w Ołdrzychowicach Kłodzkich – zabytkowy pałac wzniesiony w XVIII wieku i przebudowany w stylu klasycystycznym w XIX i XX wieku. Obecnie jest siedzibą zakonu franciszkanek szpitalnych.

## Historia
Barokowy pałac rodziny Oppersdorfów został wzniesiony w XVIII wieku i przebudowany w stylu klasycystycznym na pałac w XIX i XX wieku. W 1929 roku hrabina Zofia Gabriela Antonia von Oppersdorf (1863-1942) sprzedała pałac siostrom franciszkankom szpitalnym.

## Architektura
Pałac jest budynkiem dwukondygnacyjnym na rozczłonkowanym, asymetrycznym rzucie z dostawioną wieżyczką, czworoboczną, dwukondygnacyjną, nakrytą łamanym, czterospadowym dachem. Na osi pałacu znajduje się kolumnowy portyk podtrzymujący balkon, wyżej jest skromny tympanon. Elewacja jest dzielona pilastrami, a naroża wieżyczki zdobione wydatnym boniowaniem. Całość otacza ładnie utrzymany park krajobrazowy. Obecnie w pałacu mieści się dom macierzysty – siedziba prowincji polskiej ss. franciszkanek szpitalnych.